# Die Dead Enough
«Die Dead Enough» (с англ. — «Умереть достаточно мертвым») — песня американской хэви-метал-группы Megadeth из альбома 2004 года The System Has Failed. Композиция достигла 21-й строчки в чарте Mainstream Rock Tracks. Лирика песни рассказывает о том, что человек больше не может сражаться, потерял силы.

## Музыкальное видео
- В клипе на песню из всей группы присутствует только Дэйв Мастейн [1]. Это сделано потому, что он являлся ключевой фигурой в коллективе (Крис Поланд, Винни Колаюта и Джимми Ли Слоас были лишь сессионными музыкантами)

## Список композиций
1. «Die Dead Enough» — 4:18

## Участники записи
- Дэйв Мастейн — соло-гитара, вокал
- Крис Поланд* — соло-гитара
- Джимми Ли Слоас* — бас-гитара
- Винни Колаюта* — барабаны

(*) сессионный музыкант

## Позиции в чартах
| Год  | Сингл             | Чарт                   | Позиция |
| ---- | ----------------- | ---------------------- | ------- |
| 2004 | «Die Dead Enough» | Mainstream Rock Tracks | 21      |